# Wodecq
Wodecq (en néerlandais: Wodeke ; en picard : Ocq) est une section de la commune belge d'Ellezelles, située en Région wallonne dans la province de Hainaut.
Wodecq fait partie du parc naturel du Pays des Collines.

## Toponymie
La toponymie de Wodecq a beaucoup varié au cours de l'Histoire. En 1163, un texte cite la localité sous le nom de Voldecq. Le village prit aussi les formes de Wodeca, Wendeke, Waldeke, Wondike, Woudesques, etc.

## Évolution démographique
- Sources : INS, Rem. : 1831 jusqu'en 1970 = recensements, 1976 = nombre d'habitants au 31 décembre.

## Histoire
Les origines de l'occupation sont très ancienne : au lieu-dit "le Paradis", des silex néolithiques furent découverts (ils sont actuellement conservés au musée de Renaix). Le hameau de "la Pierre" est aussi considéré par certains comme le lieu d'une ancienne occupation celte car on y retrouvait un menhir jusqu'au XVIIIe siècle.
Wodecq est traversé par l'ancienne route romaine qui relie Bavay à Velzeke (Chaussée Brunehaut).
Le village faisait partie des propriétés de l'Abbaye d'Inde. L'Abbaye vendit ses possessions en 1280 au Comte de Flandre, plaçant ainsi le village dans la Terre des Débats, lieux disputés entre la Flandre et le Hainaut. Cependant, au XIVe siècle, le village appartenait au Hainaut. Durant la période autrichienne, sous Marie-Thérèse, il fut décidé que Flobecq et Ellezelles seraient sous la juridiction du Conseil de Flandre alors que Lessines, Wodecq, Ogy, Papignies et Bois-de-Lessines iraient au Hainaut.
Sous l'Ancien Régime, Wodecq était englobée dans le bailliage de Flobecq et Lessines. Au XIXe siècle, le village comptait trois brasseries. Durant la Seconde Guerre mondiale, l'entité fut l'objet d'une bataille entre l'armée allemande et des Résistants. Cela se déroule le 5 septembre 1944. Une colonne allemande en retraite remonta du Borinage vers le nord, semant la terreur sur son passage par de nombreux assassinats de civils. Elle fut bloquée dans des fermes à Wodecq. La Résistance de Renaix et d’Ellezelles décida d’agir afin d’empêcher cette colonne de continuer plus avant son œuvre de mort. Malheureusement, avant que la colonne allemande n’ait été réduite par l’armée régulière, 24 Résistants renaisiens ou de la Région des Collines tombèrent sous les balles ennemies, lors des combats proprement dits ou fusillés ou achevés par les Allemands.

## Patrimoine et culture

### Culture

#### Géants

##### Quentin & Le P’tit Louis (Ducasse de Wodecq)
Créés respectivement en 1998 et 1999, Quentin et son filleul Le P'tit Louis animent les ducasses du village de Wodecq, le premier week-end de mai et le seconde de septembre. Depuis 2023, une petite version de Quentin, créée par un enfant, accompagne les deux géants populaires.

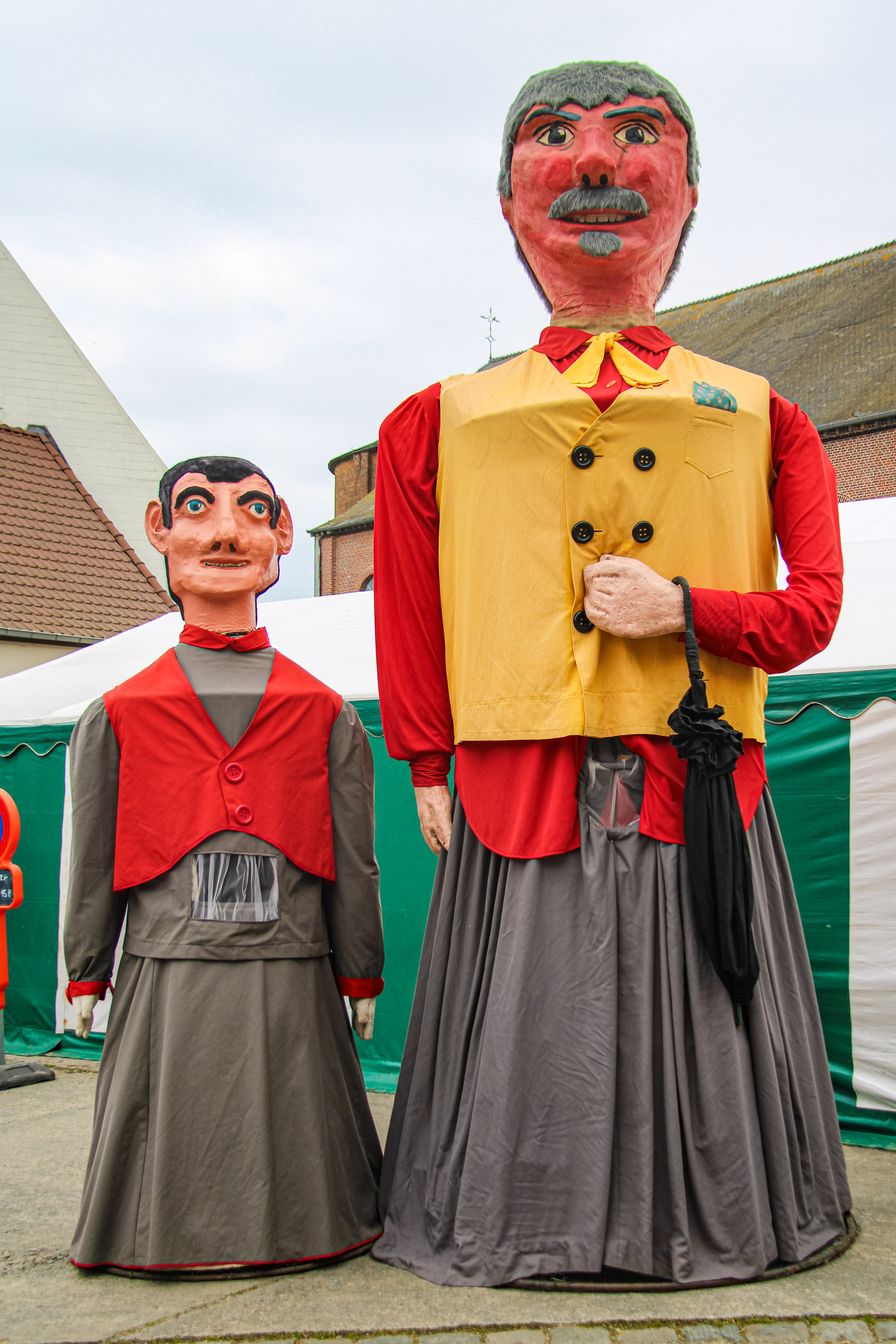
Les géants Quentin & Le P'tit Louis (Wodecq).

## Galerie

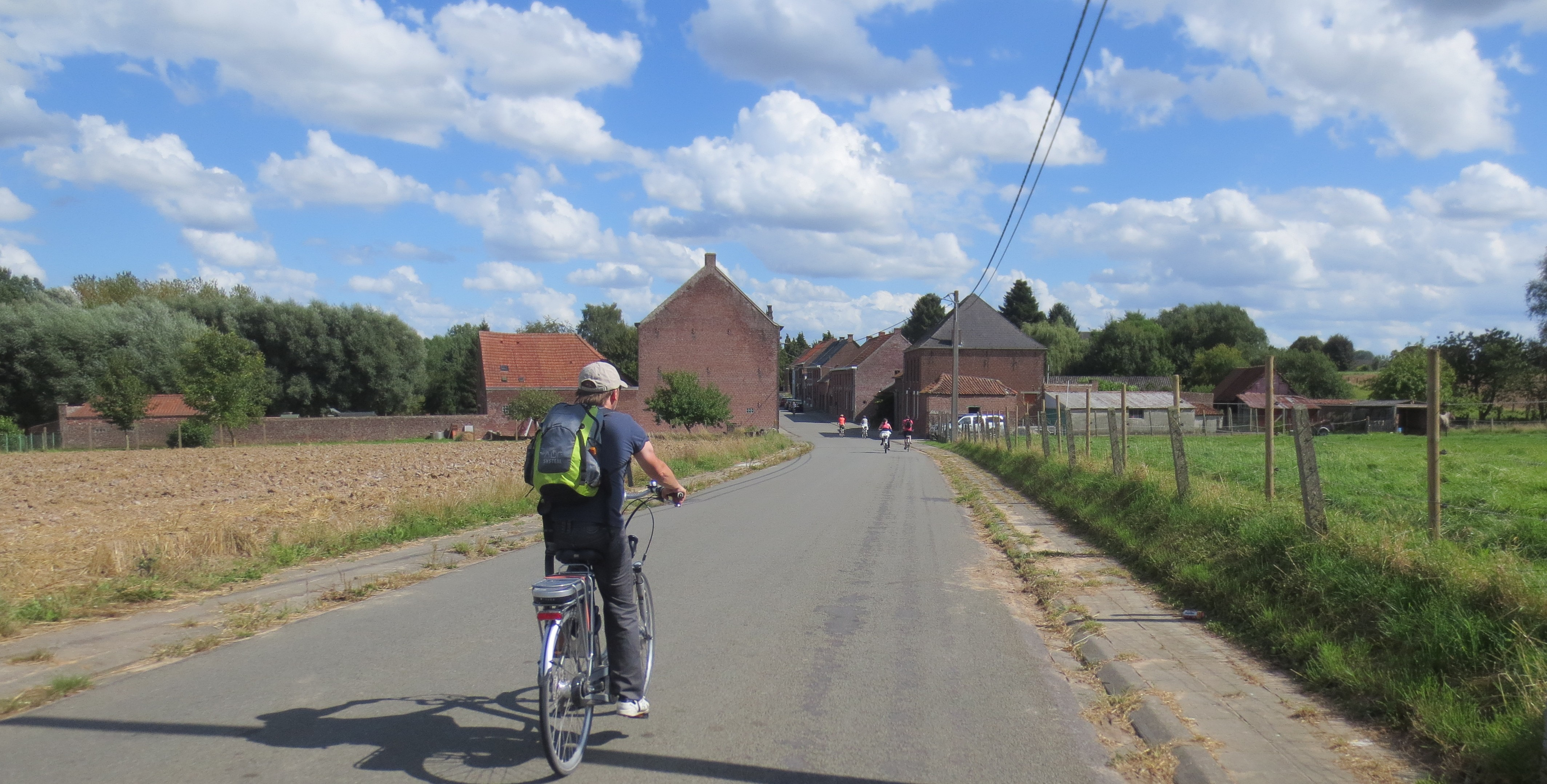
Une rue du village.
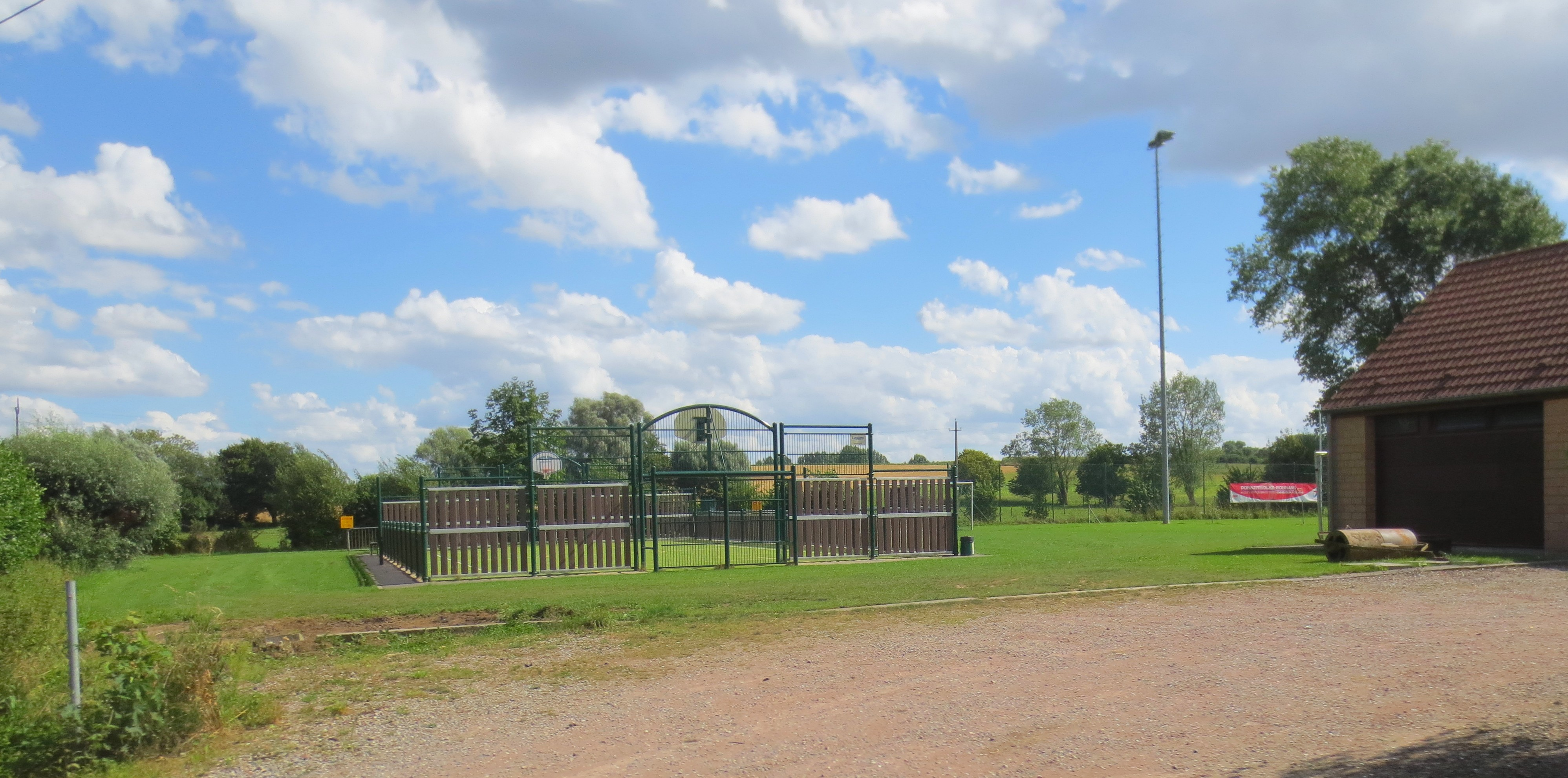
La plaine de jeux.
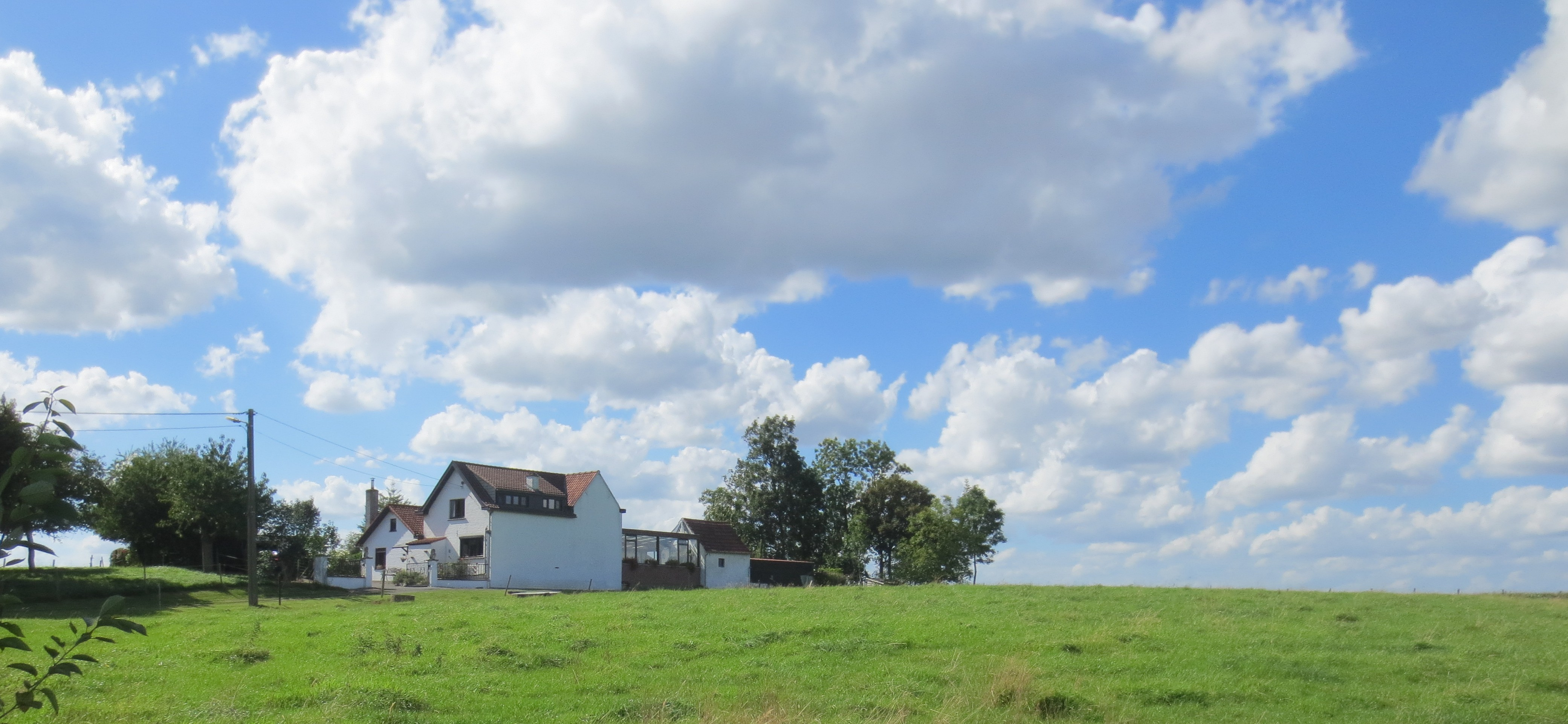
La campagne.
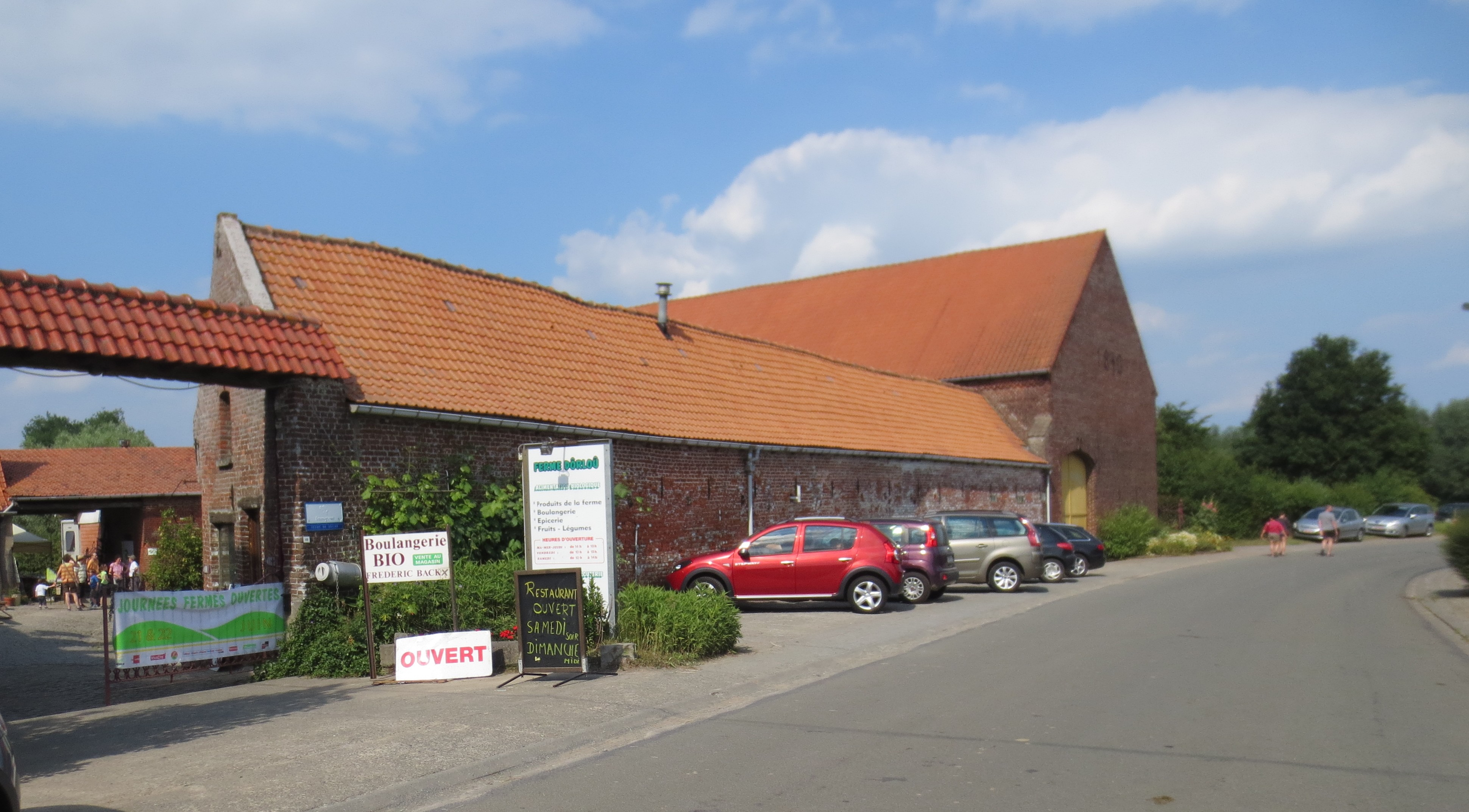
La ferme.

## Personnalités célèbres
- Désiré-Joseph Loix : né en 1784 à Wodecq, il entre dans l'armée impériale et combat en péninsule Ibérique de 1807 à 1813. Il se fera remarquer au cours du siège d'Alméida (juillet-août 1810). Après quelques victoire, Désiré-Joseph Loix monte en grade et devient capitaine de l'armée impériale. Passé dans l'armée hollandaise, il combat lors de la bataille de Waterloo avec le grade de capitaine. À la suite de la création de la Belgique, il change à nouveau d’allégeance et devient lieutenant-colonel de l'armée belge en 1831. En 1833, il reçoit comme décoration, la Légion d'Honneur. Il terminera sa carrière militaire en 1843 avec le grade de Général-Major. Décédé en 1852, il repose au pied de la tour de l'église de Wodecq.
- Françoise Lison-Leroy : poétesse et nouvelliste née en 1951 à Wodecq, elle reçut en 2020 le prix François-Coppée de l'Académie française pour son recueil de poèmes Les blancs pains.